# Shijingshan-Schießgelände
Das Shijingshan-Schießgelände ist eine Sportstätte in Peking, in der Wettbewerbe im Trap und Skeet ausgetragen werden. Es ist eine Wettkampfstätte der Olympischen Sommerspiele 2008.
Das im Pekinger Bezirk Shijingshan liegende Schießgelände wurde ab dem 24. März 2006 für die Olympischen Spiele renoviert. Das Gelände umfasst 6170 Quadratmeter. Auf 1000 dauerhaften und zusätzlich 4000 temporär eingerichteten Sitzplätzen werden insgesamt 5000 Zuschauer die olympischen Wettkämpfe verfolgen.